# Camillina minuta
Camillina minuta är en spindelart som först beskrevs av Cândido Firmino de Mello-Leitão 1941.  
Camillina minuta ingår i släktet Camillina och familjen plattbuksspindlar. Inga underarter finns listade.